# أوسكار مارتين هرنانديز
أوسكار مارتين هرنانديز (بالإسبانية: Óscar Martín Hernández)‏ (9 سبتمبر 1988 في إسبانيا - ) هو لاعب كرة قدم إسباني في مركز الوسط. لعب مع تينيريفي ب.

## وصلات خارجية
- أوسكار مارتين هرنانديز على موقع قاعدة بيانات كرة القدم.إي يو (الإنجليزية)
- أوسكار مارتين هرنانديز على موقع Soccerway.com (الإنجليزية)
- أوسكار مارتين هرنانديز على موقع AS.com (الإسبانية)